# Oursbelille

Oursbelille este o comună în departamentul Hautes-Pyrénées din sudul Franței. În 2009 avea o populație de 1.212 de locuitori.

## Evoluția populației
| An        | 1975 | 1982  | 1990  | 1999  | 2006  | 2009  |
| --------- | ---- | ----- | ----- | ----- | ----- | ----- |
| Populație | 984  | 1.105 | 1.213 | 1.198 | 1.200 | 1.212 |